# Héricourt-en-Caux
Héricourt-en-Caux település Franciaországban, Seine-Maritime megyében. Lakosainak száma 950 fő (2022. január 1.). Héricourt-en-Caux Ancourteville-sur-Héricourt, Anvéville, Carville-Pot-de-Fer, Cleuville, Cliponville, Hautot-Saint-Sulpice, Robertot, Rocquefort és Sommesnil községekkel határos.

## Népesség
A település népességének változása:
| Lakosok száma | 936  | 977  | 976  | 955  | 945  | 950  | 950  | 959  | 950  |
|               | 2013 | 2015 | 2016 | 2017 | 2018 | 2019 | 2020 | 2021 | 2022 |